# 3 mars 1987
Le mardi 3 mars 1987 est le 62e jour de l'année 1987.

## Naissances
- Andreï Zoubarev, joueur de hockey sur glace russe
- Audrey Amiel, joueuse française de rugby à sept et de rugby à XV
- Charlotte Namura, journaliste française
- Daniel Bakongolia, joueur de football congolais
- Daniel Tagoe, joueur de football kirghiz
- Elnur Hüseynov, chanteur azéri
- Hedi Slimani, boxeur tunisien
- Jacob Spoonley, footballeur international néo-zélandais
- Jesus Padilla, footballeur mexicain
- Jillian Harmon, joueuse néo-zélandaise de basket-ball
- Kasia Moś, chanteuse polonaise
- Li Shanshan, joueur de basket-ball chinois
- Miroslav Dvořák, coureur tchèque du combiné nordique
- Muniba Mazari, artiste peintre, écrivain et activiste pakistanaise
- Patric Cilliers, joueur sud-africain de rugby à XV
- Rahamatulla Molla, athlète indien, spécialiste du relais 4 × 100 m
- Rok Štraus, joueur de football slovène
- Ryan McGinnis, hockeyeur sur glace américain
- Shraddha Kapoor, actrice indienne
- Svetlana Tchesnokova, joueuse de volley-ball russe
- Yannick Ricardo, joueur de rugby français

## Décès
- Coby Ruskin (né le 15 octobre 1911), réalisateur américain
- Danny Kaye (né le 18 janvier 1911), acteur américain
- Freddie Green (né le 31 mars 1911), musicien américain

## Événements
- Italie : démission du gouvernement de Bettino Craxi[1].
- Découverte des astéroïdes (3686) Antoku, (4860) Gubbio, (5170) Sissons et (9560) Anguita
- Sortie de l'album Criminal Minded des Boogie Down Productions